# Olenivka, Berdeansk
Olenivka (în ucraineană Оленівка, în germană Rosenfeld) este un sat în comuna Dolînske din raionul Berdeansk, regiunea Zaporijjea, Ucraina. Satul a fost locuit de germanii pontici.  

## Demografie
Componența lingvistică a localității Olenivka
     Ucraineană (73,23%)
     Rusă (18,9%)
     Armeană (6,3%)
     Alte limbi (1,57%)
Conform recensământului din 2001, majoritatea populației localității Olenivka era vorbitoare de ucraineană (73,23%), existând în minoritate și vorbitori de rusă (18,9%) și armeană (6,3%).